# Universidad Nacional de San Juan
La Universidad Nacional de San Juan (UNSJ) es una universidad nacional argentina con sede central en la ciudad de San Juan y otra sede en San José de Jáchal.
Fue fundada en 1973, en el marco del «plan Taquini», con unidades académicas provenientes de la Universidad Nacional de Cuyo, un instituto nacional del Ministerio de Cultura y Educación de la Nación e inmuebles propiedad de la Provincia de San Juan.

## Historia
Fue fundada el 10 de octubre de 1973 por la ley n.º 20 367 del 10 de mayo de 1972 y como parte del «plan Taquini», el programa de reorganización de la educación superior que llevaría a la fundación de las de Jujuy, La Pampa, Lomas de Zamora, Entre Ríos, Luján, Misiones, Salta, Catamarca, San Luis y Santiago del Estero. En 2012 tuvo alrededor de 20 000 alumnos en sus cinco facultades.
Por disposición de la ley de 1972, la UNSJ recibió por transferencia de la Universidad Nacional de Cuyo la Facultad de Ingeniería y Ciencias Exactas, Físicas y Naturales, la Escuela Industrial «Domingo Faustino Sarmiento» y la Escuela de Comercio «Libertador Gral. San Martín»; y recibió además, del Ministerio de Cultura y Educación de la Nación, el Instituto Nacional del Profesorado Secundario de San Juan. También recibió el inmueble de la Universidad Provincial «Domingo Faustino Sarmiento», el Colegio Central y Universitario y un inmueble de 10 hectáreas en un sitio localizado al noroeste de la ciudad de San Juan.
En 1973, simultáneamente con la creación de la UNSJ, se creó la Facultad de Filosofía, Humanidades y Artes (FFHA) y la Facultad de Ciencias Sociales (FACSO). En 1975 se organizó definitivamente la Facultad de Ciencias Exactas, Físicas y Naturales (FCEFYN). En 1983 se crearon la Facultad de Arquitectura, Urbanismo y Diseño (FAUD) y la Facultad de Ingeniería (FI).

## Facultades
La UNSJ tiene cinco facultades:
- Facultad de Ingeniería (1983)
- Facultad de Ciencias Exactas, Físicas y Naturales (1975)
- Facultad de Filosofía, Humanidades y Artes (1973)
- Facultad de Ciencias Sociales (1973)
- Facultad de Arquitectura, Urbanismo y Diseño (1983)

## Carreras
- Ingeniería en Alimentos
- Ingeniería en Agrimensura
- Bioingeniería
- Ingeniería Civil
- Ingeniería Eléctrica
- Ingeniería Electromecánica
- Ingeniería en Electrónica
- Ingeniería Mecánica
- Ingeniería en Metalurgia Extractiva
- Ingeniería en Minas
- Ingeniería Química
- Ingeniería Industrial
- Ingeniería Agronómica
- Arquitectura y Urbanismo
- Diseño Industrial
- Diseño Gráfico
- Artes Visuales
- Archivística
- Ciencias de la educación
- Educación Musical
- Filosofía
- Geografía
- Historia
- Inglés
- Matemáticas
- Turismo
- Abogacía
- Contador Público
- Administración
- Ciencias Políticas
- Comunicación Social
- Sociología
- Trabajo Social
- Astronomía
- Biología Orientación Ecología
- Ciencias de la Computación
- Geofísica
- Ciencias Geológicas
- Sistemas de Información

## Sedes

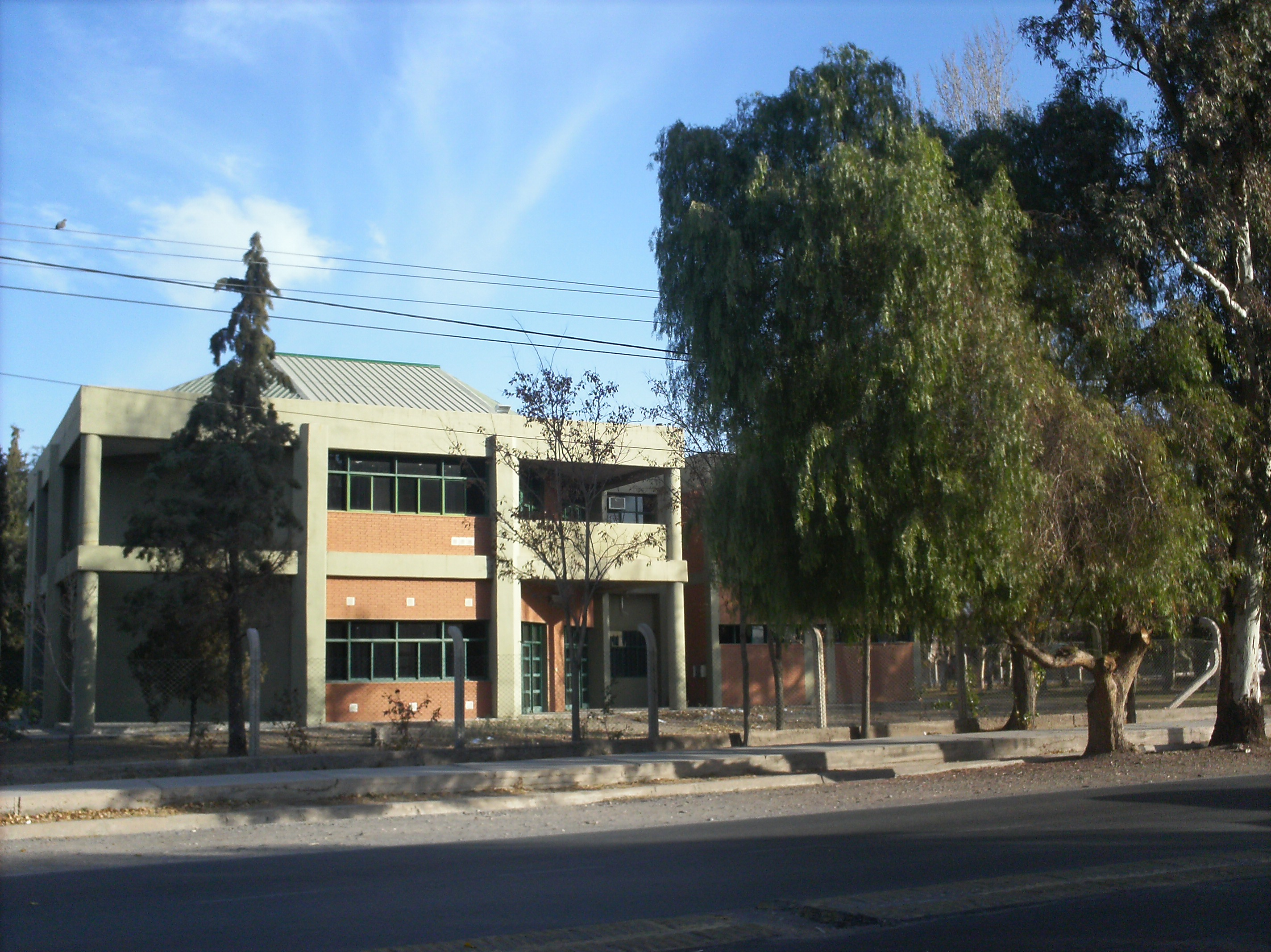
Complejo Universitario Islas Malvinas (CIUM). Es compartido por distintas facultades.

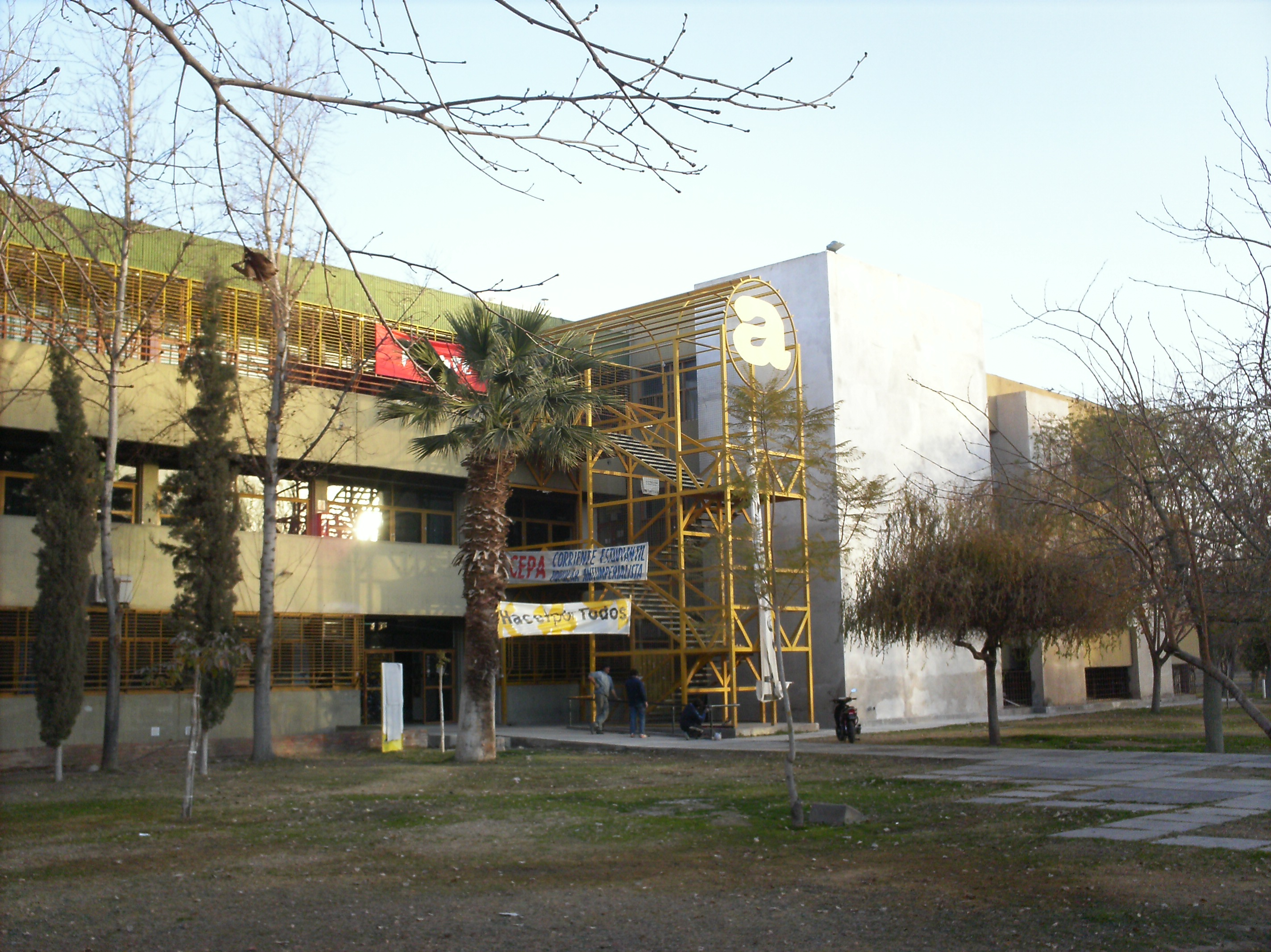
Facultad de Arquitectura, Urbanismo y Diseño

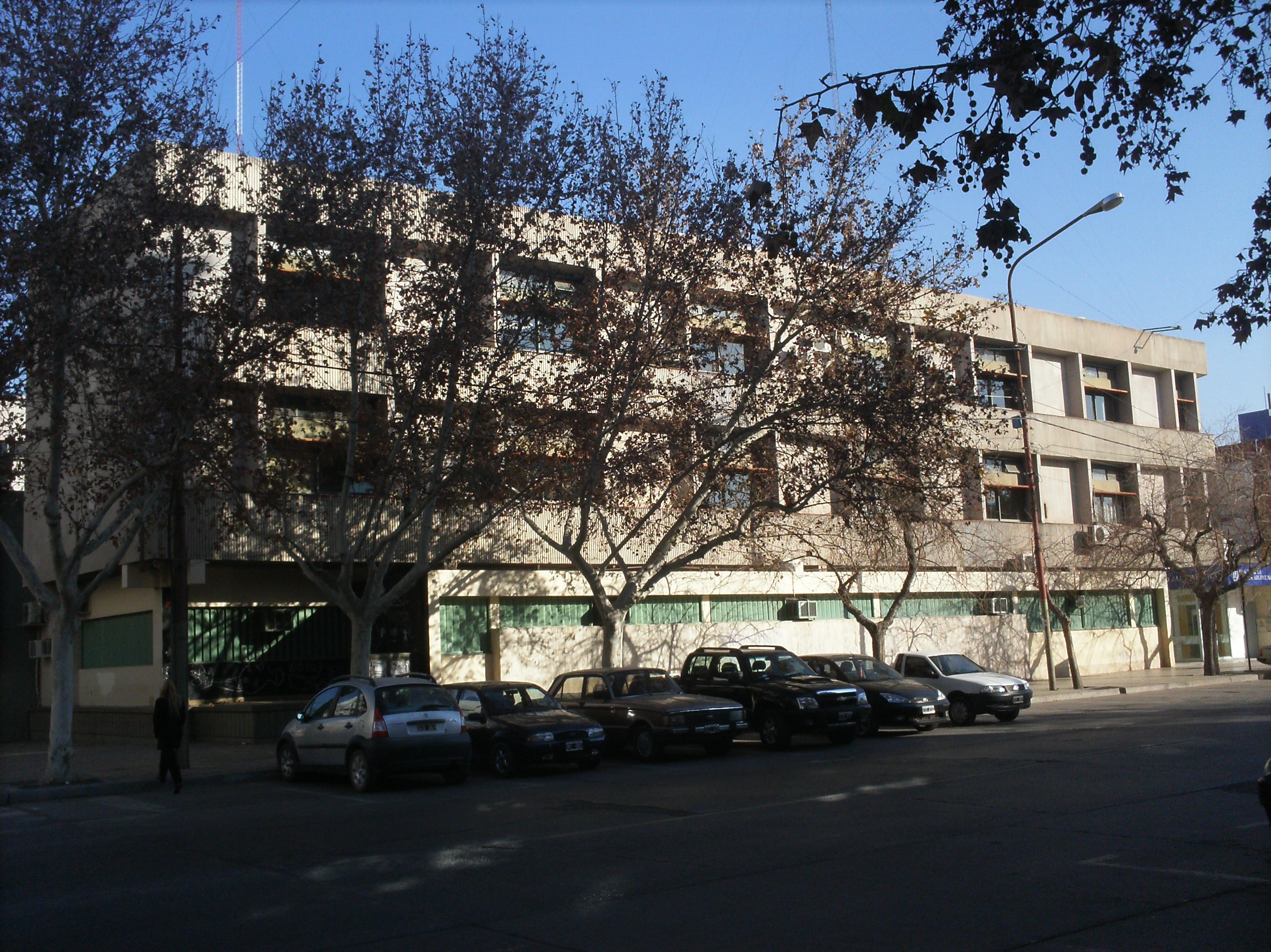
Facultad de Filosofía, Humanidades y Artes

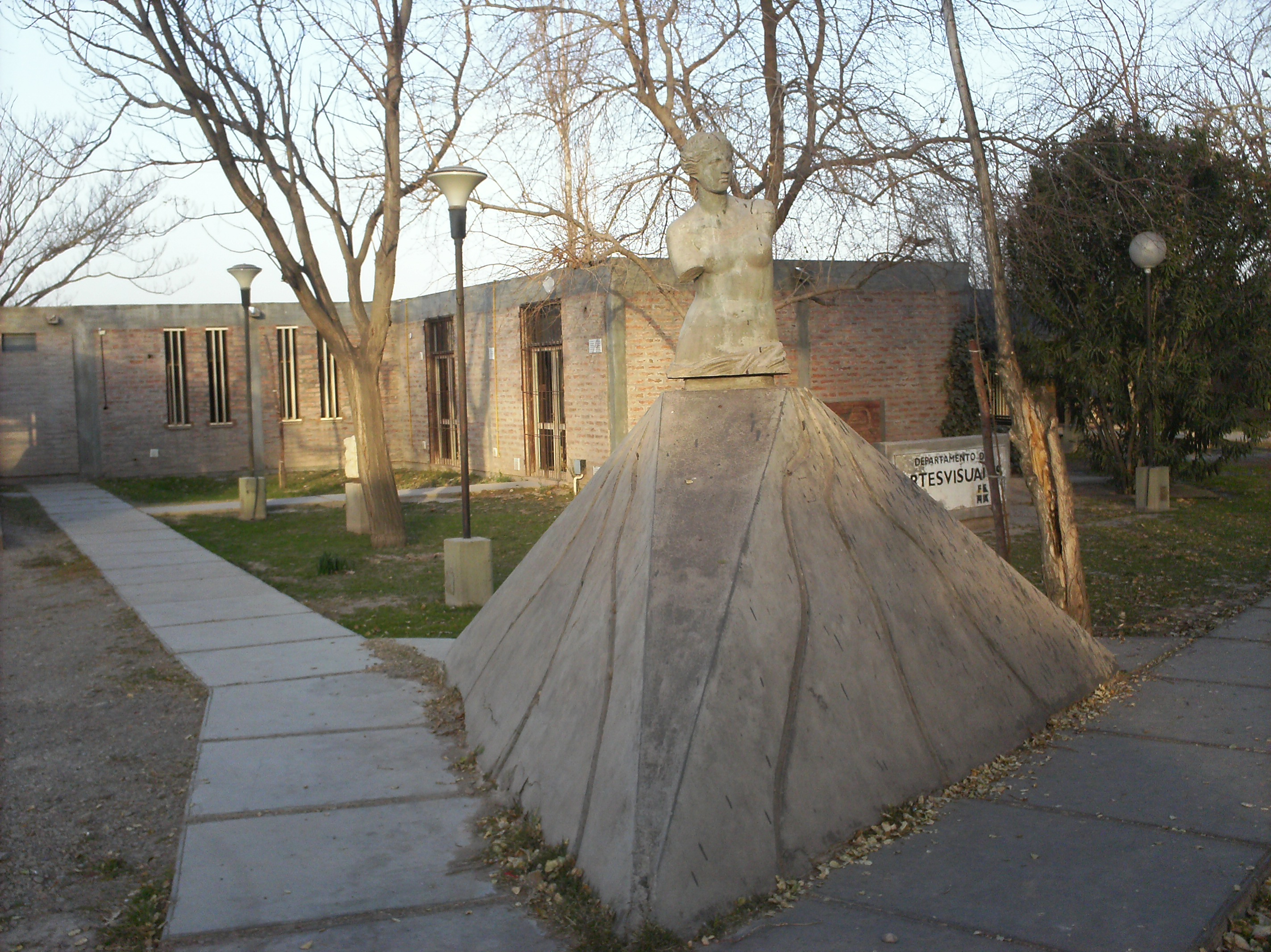
Departamento de Artes Visuales del CUIM

La universidad de San Juan es de tipo centralizada, dado que hasta 2009 solo poseía sus sedes en la ciudad de San Juan y Rivadavia, que son parte del Gran San Juan y ninguna en el resto de la provincia. En 2009 la historia cambiaría un poco gracias a un acuerdo, celebrado en junio, en el marco de los actos conmemorativos del 258 aniversario del departamento de Jáchal, entre la Universidad Nacional de San Juan, el Gobierno Provincial y la Municipalidad de Jáchal, que sirvió para la creación de la primera sede en el interior de la provincia, en la localidad de San José de Jáchal, donde se dispone de la tecnicatura en exploración geológica.
- Sede Rivadavia: Centro Universitario Islas Malvinas (C.U.I.M.), complejo de la Facultad de Arquitectura Urbanismo y Diseño, Facultad de Ciencias Sociales y Facultad de Ciencias Exactas, Física y Naturales.
- Sede Capital: Facultad de Ingeniería.
- Sede Capital: Facultad de Filosofía, Humanidades y Artes.
- Sede San José de Jáchal: Dependiente de la Facultad de Ciencias Exactas, Físicas y Naturales.

## Investigación aplicada y extensión

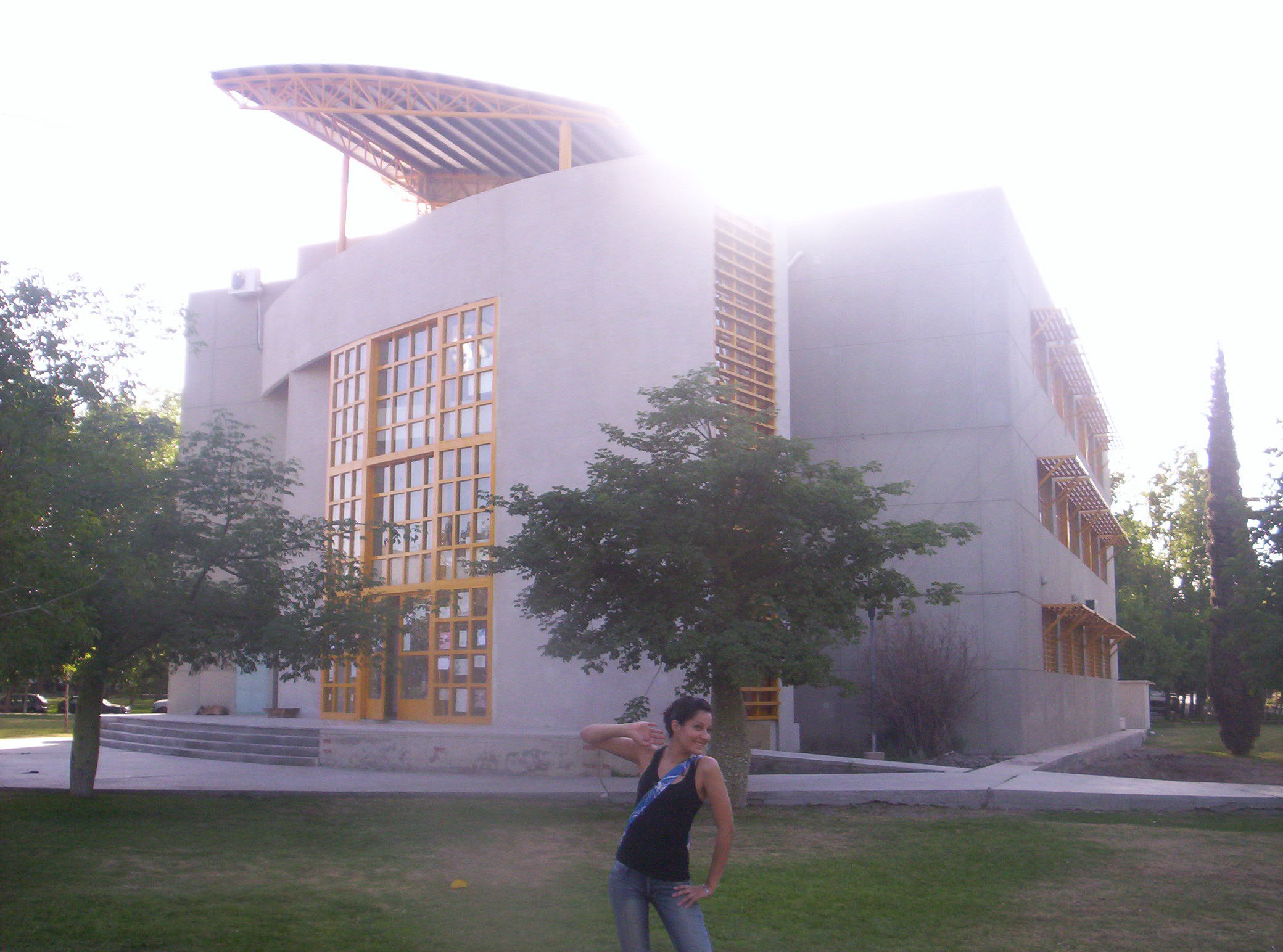
Vista del C.U.I.M (Complejo Universitario Islas Malvinas), conocido edificio de aulas compartido por distintas facultades.

### Vibración que previene accidentes y choques
En el país, mueren 21 personas por día por accidentes de tránsito. Para bajar esta triste cifra, los ingenieros de la Universidad Nacional de San Juan diseñaron un volante que advierte al conductor sobre un potencial peligro segundos antes de una colisión. El Volante Vibro-táctil Inteligente, que se adapta con facilidad al volante de todo tipo de autos, fue diseñado por los ingenieros del Instituto de Automática de la Facultad de Ingeniería de la Universidad Nacional de San Juan y presentado en Tecnópolis. Además, es una de las innovaciones que participará del concurso INNOVAR 2012 en noviembre.

### Detector de somnolencia
Se trata de un sistema que funciona a través de la medición y procesamiento de señales cerebrales. Su propósito es medir en forma preventiva la pérdida de alerta en los conductores de cualquier tipo de vehículo para evitar accidentes de tránsito. El desarrollo del software, que fue probado con resultados exitosos, será instalado en una gorra o vincha para que las señales puedan ser procesadas en el sistema de cómputos.

### Sistema de riego inteligente
El equipo desarrollado por investigadores del Instituto de Automática (INAUT) de la Facultad de Ingeniería de la Universidad Nacional de San Juan, incluye sensores de humedad de suelo, electrónica y un software específico. A partir de este crearon un sistema de control automático de riego para cultivos, una tecnología que aporta la posibilidad de optimizar y racionalizar el riego, lo que implica minimizar el uso de agua, recurso escaso en las zonas áridas del país.

### Energía solar, desde las viviendas a la red eléctrica
La UNSJ está creando una comunidad generadora de energía es el propósito de una prueba piloto que se lleva a cabo en Caucete, departamento de la provincia de San Juan. El proyecto apunta al ahorro energético, ya que cuando se utiliza la energía solar fotovoltaica se prescinde de la red eléctrica, combinando de esta manera ambas energías.

### Laextensióntambién internacional
La filosofía de la extensión universitaria surgida de la Revolución Universitaria del 18, la UNSJ también la desarrolló internacionalmente. Un equipo de especialistas de la UNSJ evaluaron en Chile los perjuicios generados por el terremoto en Chile de 2010, la UNSJ colaboró con las autoridades trasandinas en la evaluación de los daños provocados por el terremoto del 27 de febrero. Los resultados constituyen una serie de cuestiones a tener en cuenta para las provincias argentinas que se hallan en zonas sísmicas y aledañas. Los especialistas señalaron la importancia de tres factores claves para la prevención sísmica: la construcción segura, la preparación de la población para una emergencia y un plan de contingencia.

### Semáforos inteligentes
La UNSJ presentó un sistema de semaforización premiado por la Asociación Argentina de Control Automático. El prototipo, estuvo a prueba por más de dos años en la intersección de dos calles de la ciudad de Rawson en el año 2009. El sistema detecta automáticamente el flujo vehicular a través de sensores colocados debajo de las calzadas, y en función de esa medida, es que aumenta o disminuye el tiempo de la luz verde en tiempo real. Entre las ventajas que ofrece, reduce el consumo de combustible y la contaminación ambiental, y permite una mayor dinámica en la intersección. Estudios realizados en esa esquina muestran que en ese cruce se pudo reducir el tiempo de espera promedio de 42 a 24 segundos. En el mercado industrial no existen equipos de similares características. Actualmente, se ha inaugurado uno con características industriales instalado en la Ciudad de Rivadavia en la intersección de calles Santa María de Oro y Coll. En esta esquina se pudo bajar el tiempo de espera promedio de entre 3 a 3.5 minutos al orden de los 30 segundos.

### Dispositivos táctiles para no videntes
El Gabinete de Tecnología Médica (GATEME) de la UNSJ reportó el desarrollo de una tecnología de rehabilitación de personas con discapacidad visual. El proyecto permitió mejorar la realidad de personas no videntes o con problemas agudos de visión. Los mecanismos elaborados son un display táctil con motores vibradores, que facilita la orientación de personas con discapacidad visual severa en disciplinas artísticas y deportivas, un sistema Braille digital y un dispositivo de visión estereoscópica.

### Ingeniería automovilística
Una empresa dedicada a la fabricación de partes para automóviles recurrió a la UNSJ para resolver un "serio problema de calidad". Un ingeniero y sus alumnos desarrollaron un sistema electrónico, que permite controlar la producción de cables y mazos de cables para marcas como Peugeot y Citroën.

### Observatorio robotizado pedagógico
Especialistas de la UNSJ desarrollan el proyecto “Observatorio Astronómico robotizado para fines educativos y de divulgación científica”. La propuesta es disponer de un observatorio astronómico en casa, en el ciber, en la escuela o en la facultad, que sea manejado a control remoto y en línea, y al que se acceda en forma virtual e interactiva. Podrán realizarse actividades preprogramadas y todos los usuarios dispondrán de los datos y las observaciones que se lleven a cabo.

## Evaluación externa
La Comisión Nacional de Evaluación y Acreditación Universitaria (CONEAU) ha realizado una evaluación externa en el año 1998 en la cual se describen distintos aspectos relevantes de la universidad entre ellos cuestiones sobre la formación, investigación, extensión, gobierno, administración y biblioteca.
En dicho sentido ha también realizado una serie de recomendaciones y conclusión general.